# Alex Heartman
Alex Heartman (nascido em 24 de Fevereiro de 1990) é um ator mais conhecido por interpretar Jayden Shiba - o Ranger Vermelho de Power Rangers: Samurai e Power Rangers: Super Samurai. Antes disso, ele desempenhou o papel de um assassino em Warrior Showdown. Em 2012, no Kids Choice Awards, Alex foi um dos indicados na premiação de Melhor Ator Favorito de Televisão. Durante a série Power Rangers: Samurai. Antes de entrar em Power Rangers, ele fez um treinamento de espadas com sua antiga colega de classe chamada Carly. Ele fez uma aparição principal no clipe "Need Your Love" da banda australiana The Temper Trap, em que ele duela seu rival e acaba perdendo, depois treina com um mestre de artes marciais. Alex tem escalado um papel de um arqui-inimigo de faixa-preta no filme de ação e drama chamado Take a Chance.

## Filmografia
| Filmografia | Filmografia                  | Filmografia                            | Filmografia                  |
| Ano         | Séries/ Filmes               | Personagem                             | Notas                        |
| ----------- | ---------------------------- | -------------------------------------- | ---------------------------- |
| 2010        | Warrior Showdown             | Assassin                               | Web-Série                    |
| 2011        | Power Rangers Samurai        | Jayden Shiba (Ranger Samurai Vermelho) | Protagonista/ Série de TV    |
| 2012        | Power Rangers: Super Samurai | Jayden Shiba (Ranger Samurai Vermelho) | Protagonista/ Série de TV    |
| 2012        | Figure it Out                | ele mesmo                              | Participante/ Programa de TV |
| 2013        | Take a Chance                | Antonio                                | Confirmado Filme             |
| 2013        | Police Guys                  | -                                      | Confirmado Filme             |
| 2014        | Power Rangers: Megaforce     | Jayden Shiba (Ranger Samurai Vermelho) | Participação/ Série de TV    |

### Prêmios e indicações
| Ano  | Resultado | Premiação          | Categoria                  | Trabalho              | Link  |
| ---- | --------- | ------------------ | -------------------------- | --------------------- | ----- |
| 2012 | Indicado  | Kids Choice Awards | Melhor Ator Favorito da TV | Power Rangers Samurai | [ 1 ] |

## Aparições
- Em 2011, ele e seus colegas Hector David Jr. e Najee De-Tiege estiveram fazendo algumas entrevistas para os sites fanlala e clevver para a divulgação da até então estréia de Power Rangers: Samurai.
- No mesmo ano, Alex apareceu como convidado, juntamente com seus colegas de Power Rangers Samurai em Kids' Choice Awards nos Estados Unidos.
- Alex e seus colegas estiveram na edição daquele ano do evento Comic-Con.
- Em 2012, ele fez diversas entrevistas antes da estréia de Power Rangers: Super Samurai e depois da sua confirmada indicação no Kids' Choice Awards. No mesmo evento, Alex esteve mais uma vez com seus colegas (com Steven Skyler).
- Em uma das entrevistas, Alex cogitou-se do teste para a próxima sequência de Jogos Vorazes.
- Ele e seu elenco esteve na 3ª edição do Power Morphicon, e meses depois, foi ao Nova York Comic-Con 2012.
- Há um boato de que o ator iria participar do novo clipe da cantora Lady Gaga em 2013.